# Paszowice (gmina)
Pour la localité, voir Paszowice.
Paszowice est une gmina rurale du powiat de Jawor, Basse-Silésie, dans le sud-ouest de la Pologne. Son siège est le village de Paszowice, qui se situe environ 4 km au sud de Jawor et 63 km à l'ouest de la capitale régionale Wrocław.
La gmina couvre une superficie de 100,84 km2 pour une population de 3 824 habitants.

## Géographie
La gmina est bordée par la ville de Jawor et les gminy de Bolków, Dobromierz, Męcinka et Mściwojów.
La gmina contient les villages de Bolkowice, Grobla, Jakuszowa, Kamienica, Kłonice, Kwietniki, Myślibórz, Nowa Wieś Mała, Nowa Wieś Wielka, Paszowice, Pogwizdów, Siedmica, Sokola, Wiadrów et Zębowice.